# Дворцовское
Дворцо́вское — село в Кочубеевском районе (муниципальном округе) Ставропольского края России.

## Варианты названия
- Дворцовка,
- Дворцовская,
- Ленинский[3].

## География
Расстояние до краевого центра: 44 км.
Расстояние до районного центра: 25 км.
В 4 км северо-западнее села расположено озеро Барсуки (Барсуковское).

## История
В 1918 году на Ставрополье начался процесс коллективизации, не получивший достаточного развития из-за гражданской войны. После окончательного установления советской власти в регионе стали создаваться коммуны и артели, организуемые бывшими красноармейцами. В 1924 году в селе Дворцовском образовались артель «Заветы Ильича» и артель им. т. Рыкова.
На 1 марта 1966 года село числилось в составе Дворцовского сельсовета Кочубеевского района Ставропольского края:14.
До 16 марта 2020 года входило в состав сельского поселения Стародворцовский сельсовет.

## Население
| 1989 | 2002 | 2010 | 2014 |
| ---- | ---- | ---- | ---- |
| 595  | ↗619 | ↘578 | ↗600 |

По данным переписи 2002 года в национальной структуре населения преобладают русские (73 %).

## Инфраструктура
- Детский сад. Открыт в январе 2013 года после почти 30-летнего отсутствия[12]
- Средняя общеобразовательная школа № 12
- Фельдшерско-акушерский пункт[13]

## Памятники
Северо-восточнее здания школы находится памятник истории «Памятник-могила партизанам Ф. Г. Кирьяченко и А. Е. Касьянову, погибшим в 1920 году» (1920).

## Культовые сооружения
На северной окраине села расположено общественное открытое кладбище площадью 10 тыс. м².